# Chitray
Chitray település Franciaországban, Indre megyében. Lakosainak száma 173 fő (2022. január 1.). Chitray Ciron, Migné, Nuret-le-Ferron, Oulches és Rivarennes községekkel határos.

## Népesség
A település népességének változása:
| Lakosok száma | 248  | 191  | 167  | 160  | 168  | 176  | 182  | 186  | 181  | 173  |
|               | 1968 | 1982 | 1990 | 2006 | 2013 | 2015 | 2017 | 2019 | 2020 | 2022 |